# Pantages Theatre (Hollywood)
Pour les articles homonymes, voir Pantages Theatre.
The Pantages Theatre, précédemment nommé RKO Pantages Theatre, est une salle de spectacle située au 6233 Hollywood Boulevard à Hollywood en Californie, États-Unis. Elle a ouvert le 4 juin 1930.
La salle de style Art déco, conçue par l'architecte B. Marcus Priteca (en), est la dernière construite par l’imprésario Alexander Pantages. La salle est principalement utilisée pour des comédies musicales de type Broadway depuis les années 1970 mais peut accueillir la première de certains films comme Rogue One: A Star Wars Story en décembre 2016.
Certains films ou clips y ont été tournés, avec par exemple You are not alone de Michael Jackson ou Stop Making Sense de Talking Heads.

## Historique
L’imprésario Alexander Pantages qui possède le Pantages Theatre Circuit, demande la construction d'une salle à Hollywood pour sa production de vaudeville. La salle conçue par l'architecte B. Marcus Priteca est la dernière et la plus grande d'une série de 22 aux États-Unis. Initialement conçu pour accueillir 3 212 personnes, l'auditorium ouvre le 4 juin 1930 avec 2 812 sièges. Les murs du hall Art déco sont peints par Anthony Heinsbergen (en). La Grande Dépression force Pantages à réduire le projet initial qui prévoyait une tour de 12 étages à l'intersection de Hollywood and Vine pour que deux niveaux. La salle accueille des films en alternance avec des comédies Vaudeville durant deux ans avant que contraint par la faillite et un procès pour viol, Pantages vende la salle à Fox West Coast Theaters.

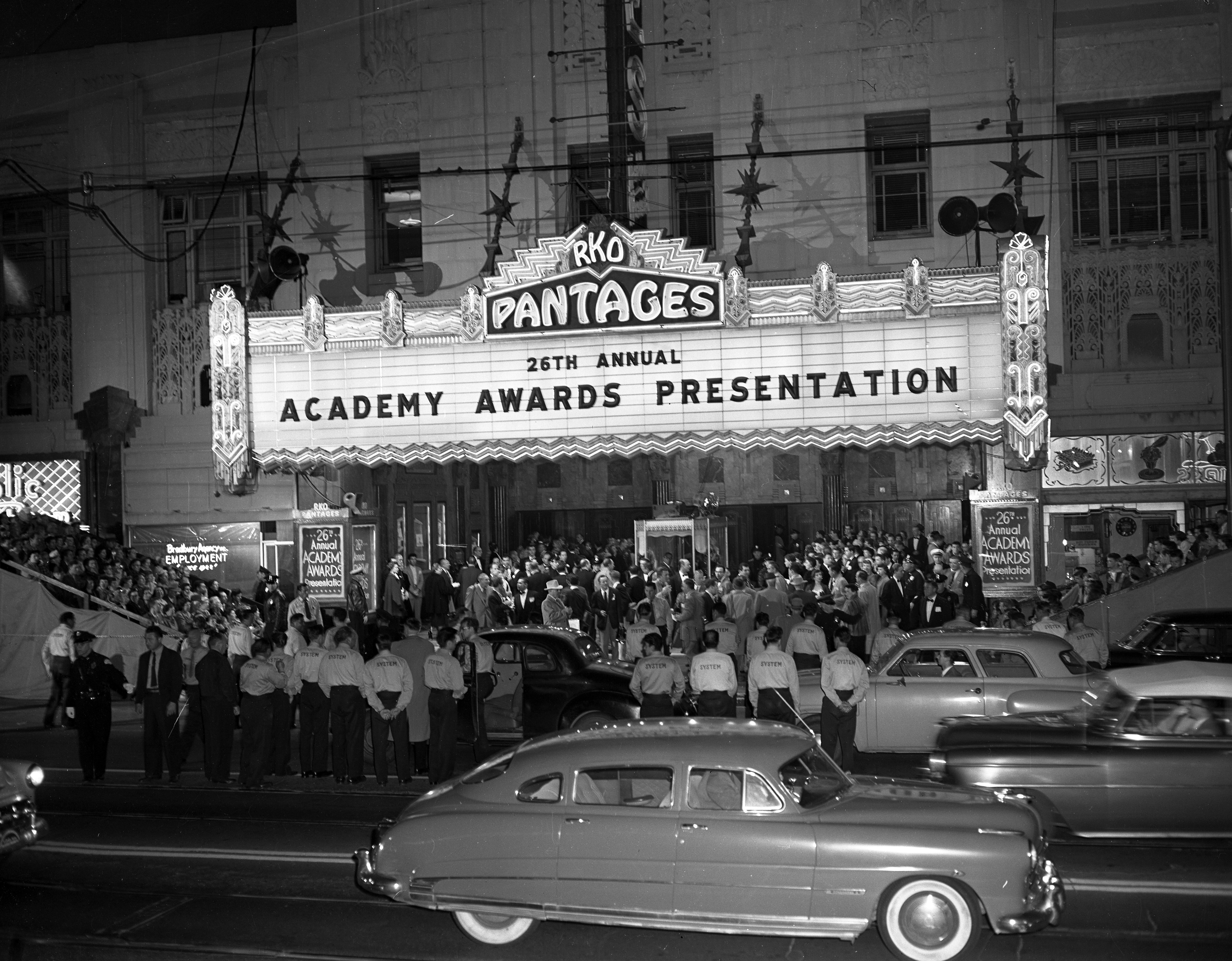
Extérieur du Pantages Theatre lors des Oscars de 1954

En 1949, Howard Hughes achète la salle à Fox pour l'intégrer à son réseau RKO, augmente le nombre de places à 2 800 et installe ses bureaux au première étage du bâtiment. Avec cet achat, et même après le déclin de la RKO en 1959, la salle accueille la cérémonie annuelle des Oscars du cinéma de 1949 à 1952 et de 1958 à 1960,,. La cérémonie de l'Academy of Motion Picture Arts and Sciences quitte la salle après 1960, lorsque Universal Pictures exige de réduire le nombre de places afin de projeter le film Spartacus.
En décembre 1967, la salle passe aux mains de la chaîne de drive-in Pacific Theatres. De nombreux éléments décoratifs art déco sont alors recouverts avec des rideaux et des plafonds suspendus. La salle reste un lieu privilégié pour les premières de films jusqu'aux années 1970.
En janvier 1977, la salle de cinéma ferme pour devenir un théâtre en février. La première production, présentée par la Nederlander Organization est Bubbling Brown Sugar (en) de Rosetta LeNoire.
Le théâtre fut endommagé par le tremblement de terre à Northridge du 17 janvier 1994.
En 1996, la Nederlander lance un programme nommé Broadway in L.A. proposant les spectacles de Broadway principalement au Pantages. Conjointement avec l'ouverture de la station Hollywood/Vine du métro de Los Angeles initiant de nombreux travaux dans les alentours, la salle est rénovée en 2000 pour 10 millions d'USD. En 2001, le projet de réhabilitation du théâtre reçoit un Conservancy Preservation Award. 
Fin 2007, la Nederlander et la ville d'Hollywood annoncent une rénovation entre 75 et 100 millions d'USD sur quatre ans avec peut-être la construction de la tour de 12 étages initialement prévue. Aux alentours de nombreux restaurants et boutiques ouvrent ainsi qu'un W Hotel.
De mars 2020 à août 2021, le théâtre ferme ses portes en raison de la pandémie de Covid-19.

## Dans la culture
La salle de spectacle a accueilli occasionnellement des concerts comme ceux de Dream Theater, Foo Fighters ou Mark Knopfler (membre de Dire Straits). On peut citer :
- les scènes de concert du film Le Chanteur de jazz (1980)
- la captation Stop Making Sense du concert des Talking Heads en 1984 a été faite au Pantages.
- en 1995, le clip You are not alone de Michael Jackson
- en 1997, la chanteuse Shakira alors star en Amérique latine se produit pour la première fois aux États-Unis au Pantages, 5 ans avant de venir une star internationale.
- en 2006, le groupe mexicain RBD enregistre son disque vidéo "Live in Hollywood".

Le Pantages est mentionné par Rickie Lee Jones dans son album homonyme de 1979 dans la chanson Chuck E.'s In Love.
La bande dessinée Le Châtiment (2010) de la série Lefranc prend place lors de la 30e cérémonie des Oscars qui se tient au Pantages.

## Galerie

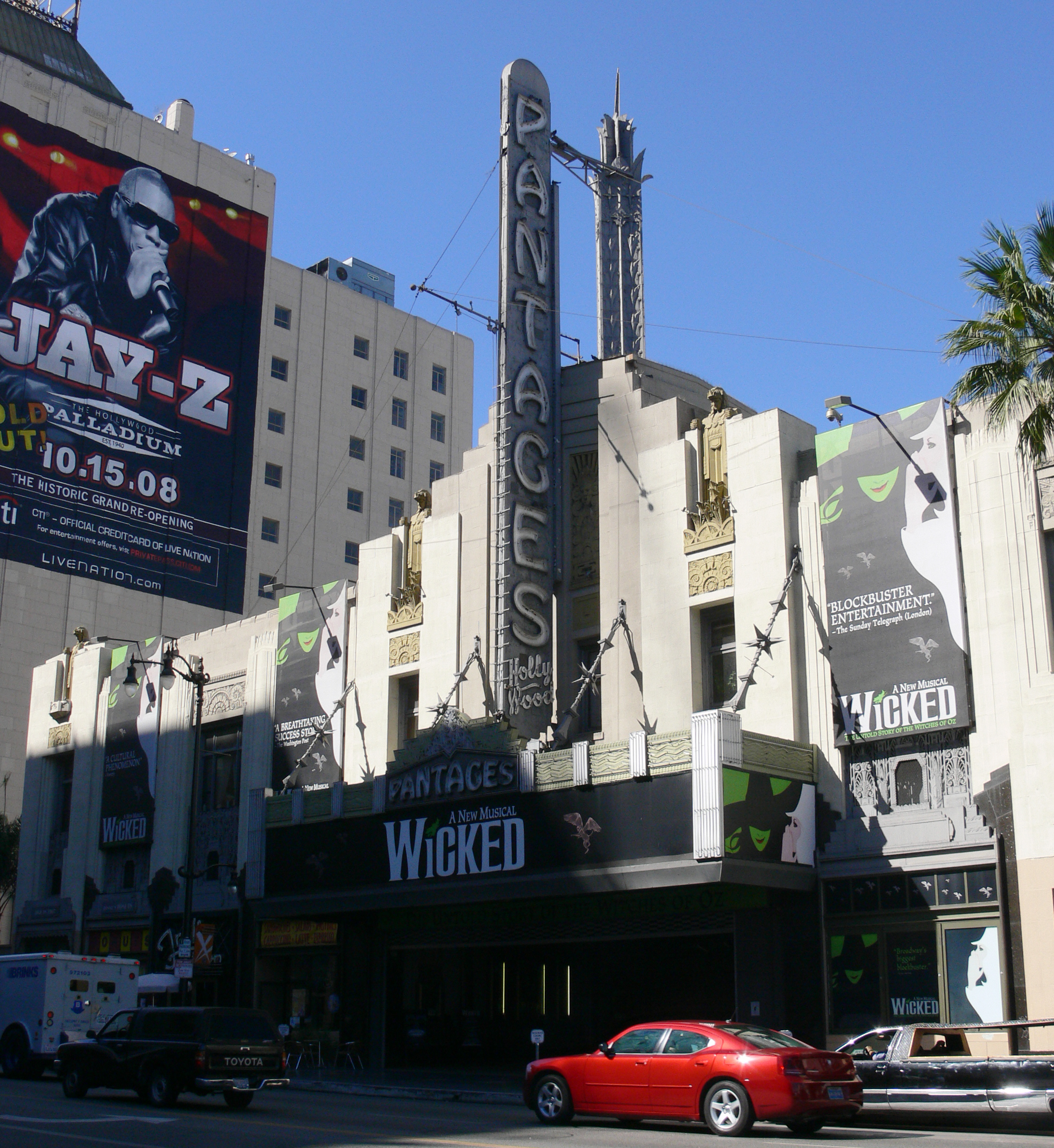
Façade
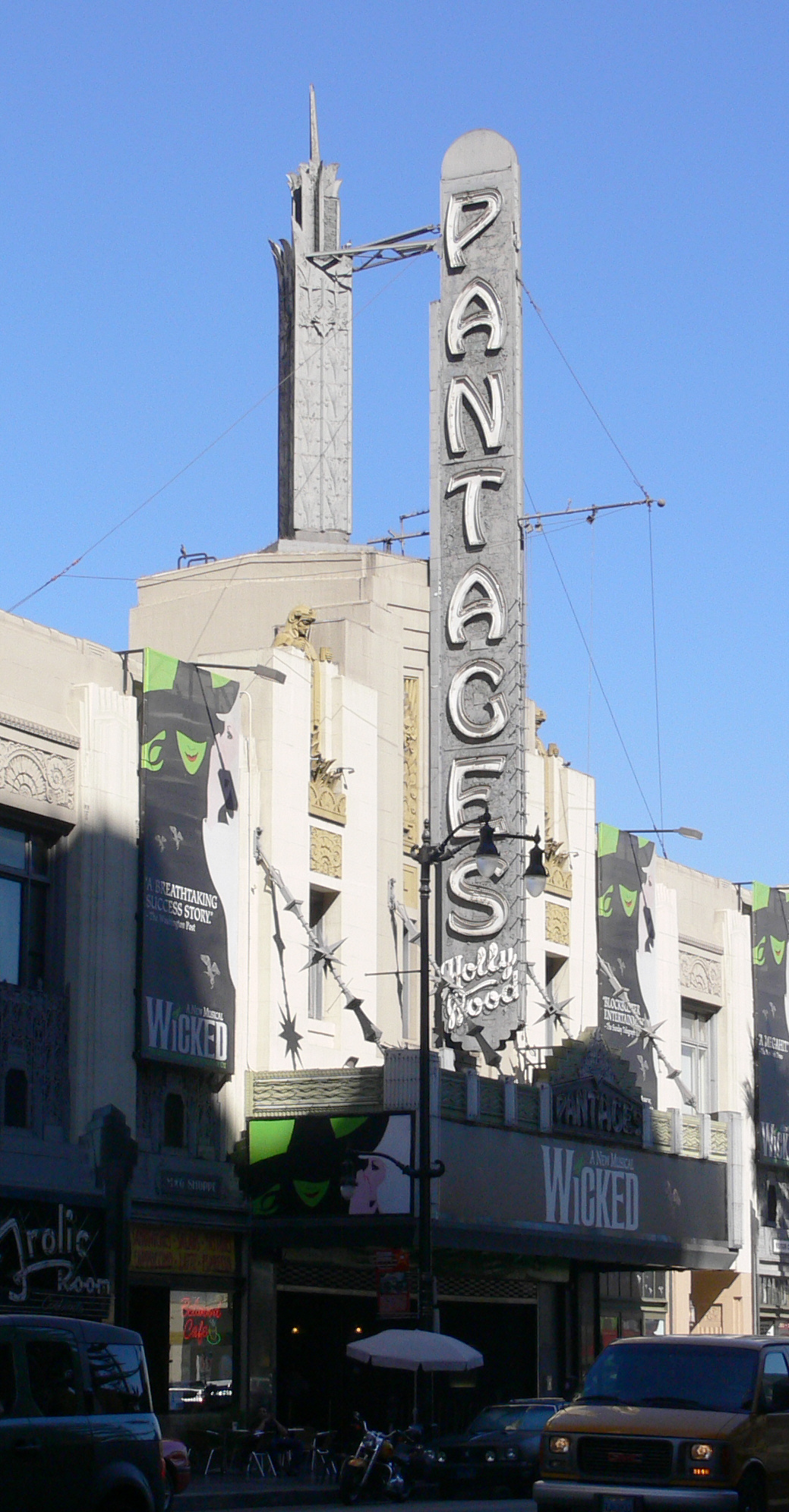
Façade
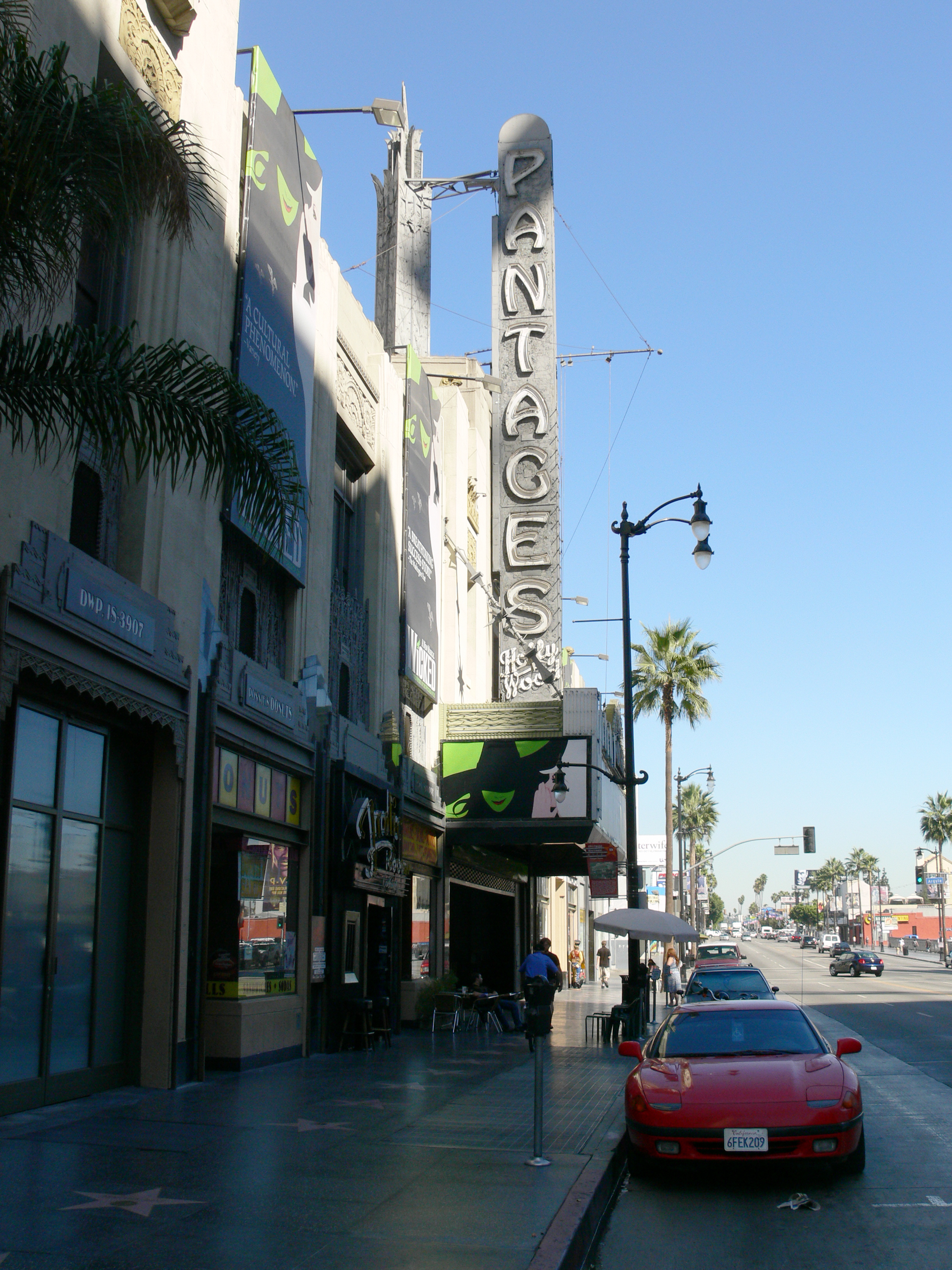
Façade
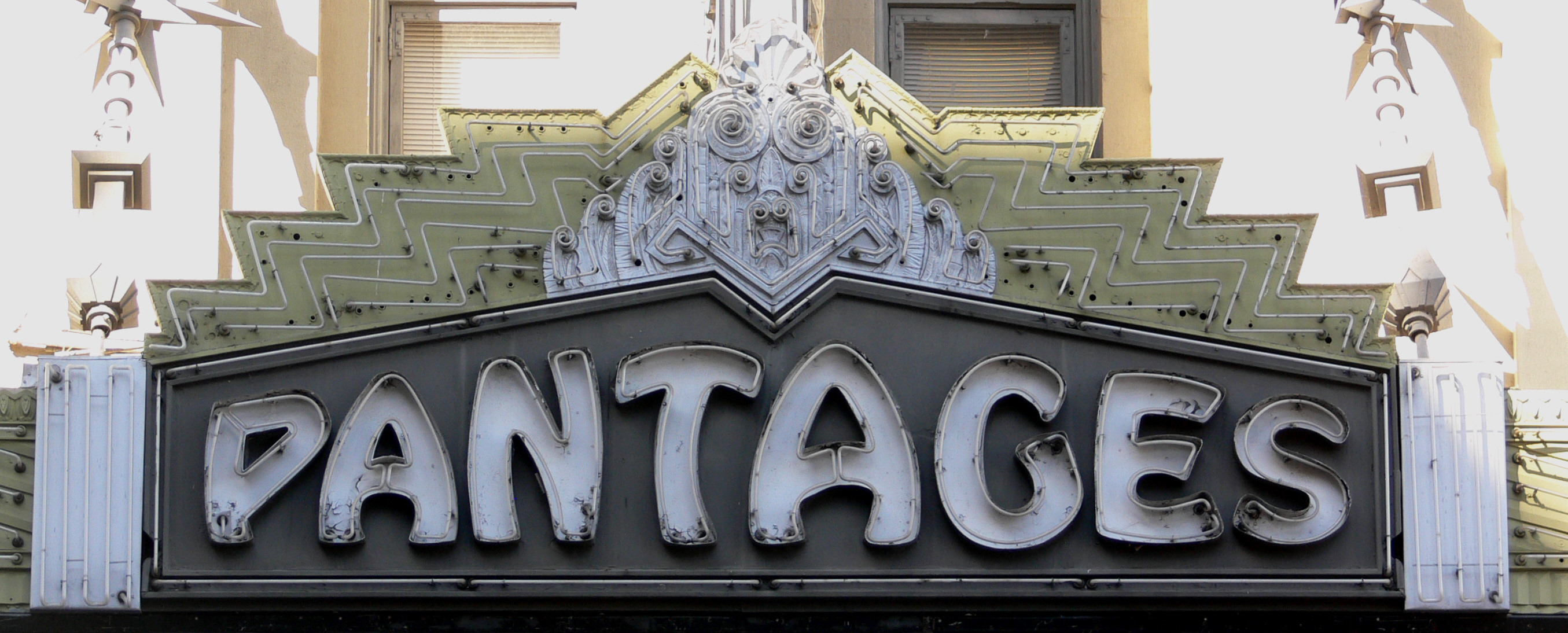
Nom
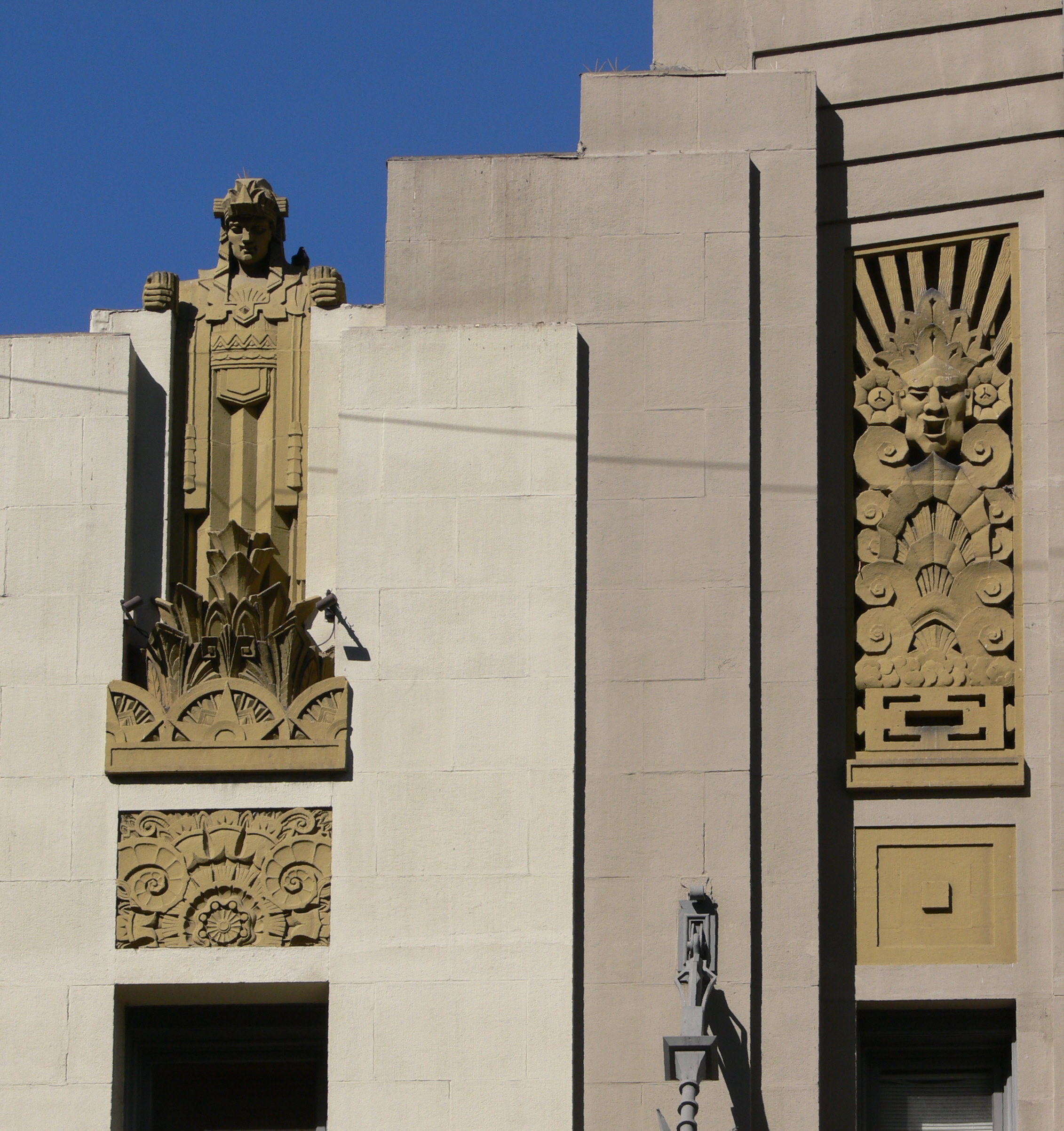
Détail
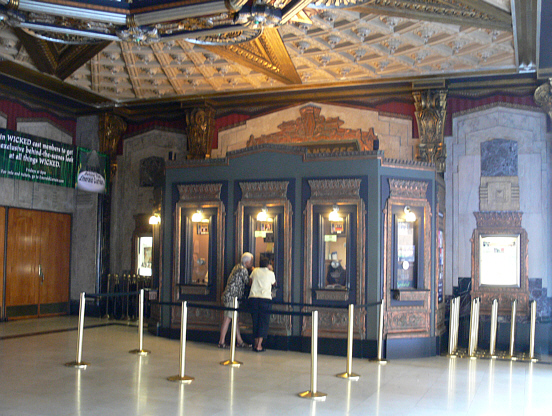
Intérieur
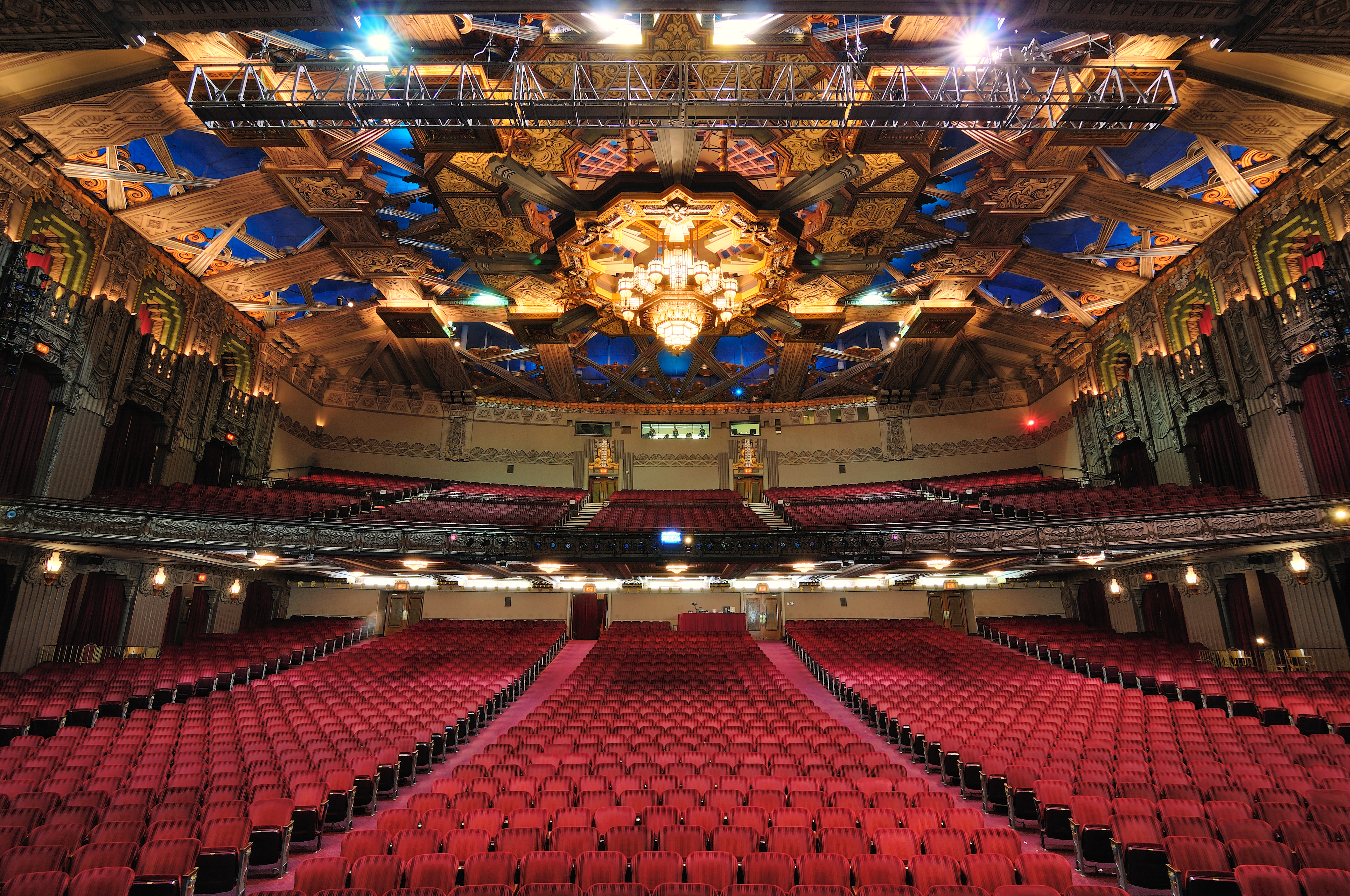
Vue de l'intérieur à partir de la scène (2009)
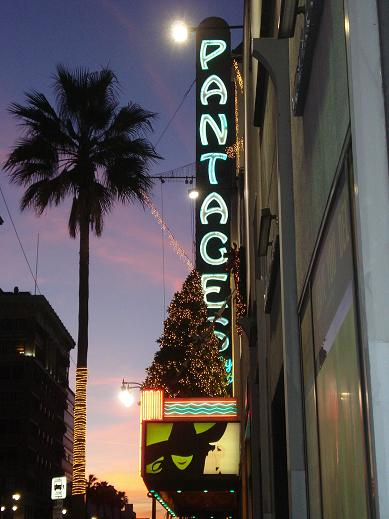
Façade lors de la comédie musicale Wicked entre 2007 et 2009
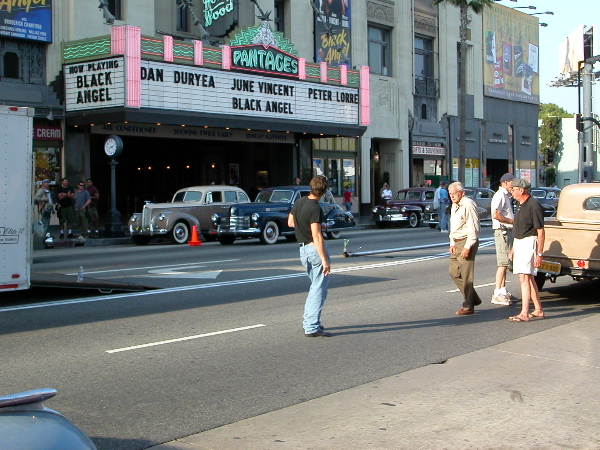
Tournage du film Le Dahlia noir (2006)